# Luís Sobrinho
Luís Fernandes Peixoto Gonçalves Sobrinho (Lisbona, 5 maggio 1961) è un ex calciatore portoghese, di ruolo difensore.

## Palmarès

### Club

#### Competizioni nazionali
- Coppa del Portogallo: 1

Belenenses: 1988-1989